# Letiště Pula
Letiště Pula (chorvatsky: Zračna luka Pula; italsky: Aeroporto di Pola; IATA: PUY, ICAO: LDPL) je mezinárodní letiště v chorvatské Pule, které se nachází 6 km od centra města. V roce 2019 obsloužilo 777 568 pasažérů a v roce 2020 obsloužilo 83 502 pasažérů. Je to alternativní letiště pro části Slovinska a mnoho měst ve východní Itálii. Slouží jako hlavní přístupový bod do Puly, stejně jako do většiny Istrie, především do národního parku Brijuni.

## Historie
Letiště Pula na aktuálním místě bylo původně používáno pouze pro vojenské účely, ale od 1. května 1967 bylo změněno na civilní letiště. V roce 1987 zde bylo odbaveno 701 370 pasažérů. Ve stejném roce začaly práce na nové budově terminálu, které byly dokončeny roku 1989. Nový terminál měl kapacitu 1 milion cestujících ročně. Chorvatská válka za nezávislost způsobila ostrý pokles v počtu cestujících. Letiště zaznamenalo v příštích 3 desetiletích neustálý nárůst počtu cestujících. Předchozí rekord byl překonán v roce 2018. Protože většina cestujících, kteří létají na/z letiště Pula, jsou turisté, mají lety výrazný sezónní charakter.

## Zařízení
Letiště Pula má jednu budovu terminálu s kapacitou 1 milion cestujících ročně. Letiště slouží jak vnitrostátním, tak mezinárodním letům. Uvnitř terminálu je několik kaváren/bufetů a také bezcelní obchod. Žádná z bran není vybavena nástupním mostem, ale cestující chodí spíše z budovy terminálu do letadla nebo jsou převezeni autobusem.
Díky své poloze a poměrně dobrým povětrnostním podmínkám po celý rok a také díky nižšímu počtu letů v zimních měsících je evropskými dopravci často využíván k výcvikovým letům.

## Pozemní doprava
Na letiště se dostanete vyhrazenou autobusovou linkou z centra Puly. Letový řád je upravován na měsíční bázi, aby vyhovoval příletu/odletu letů.

## Letecké společnosti a destinace
| Letecké společnosti   | Destinace |
| --------------------- | --- |
| Air Serbia            | Sezónní: Bělehrad |
| British Airways       | Sezónní: Londýn–Heathrow |
| Croatia Airlines      | Zadar, Záhřeb Sezónní: Curych |
| easyJet               | Sezónní: Amsterdam, Basilej/Mylhúzy, Berlín, Bristol, Ženeva, Glasgow (bude pokračovat 24. června 2024), Londýn–Gatwick, Londýn–Luton, Paříž–Charles de Gaulle |
| Edelweiss Air         | Sezónní: Curych |
| Eurowings             | Sezónní: Kolín/Bonn, Düsseldorf, Stuttgart |
| Jet2.com              | Sezónní: Birmingham (začíná 2. května 2025), Londýn–Stansted (začíná 3. května 2025), Manchester (začíná 2. května 2025)                                       |
| Lufthansa             | Sezónní: Frankfurt, Mnichov |
| Norwegian Air Shuttle | Sezónní: Kodaň, Oslo, Stockholm–Arlanda |
| Ryanair               | Sezónní: Charleroi, Katovice, Londýn–Stansted, Memmingen (začína 1. června 2024), Poznaň, Vídeň, Weeze                                                         |
| Scandinavian Airlines | Sezónní: Kodaň, Oslo, Stockholm–Arlanda |
| Trade Air             | Osijek, Split |
| Transavia             | Sezónní: Rotterdam/Haag |
| TUI Airways           | Sezónní: Birmingham, Londýn–Gatwick, Manchester |
| TUI fly Nordic        | Sezónní charterová: Göteborg, Stockholm–Arlanda |

## Statistiky
| Rok  | Cestující | Změna     | Pohyby letadel | Změna    |
| ---- | --------- | --------- | -------------- | -------- |
| 1990 | 672 241   | N/A       | N/A            | N/A      |
| 1996 | 33 612    | N/A       | 3 179          | N/A      |
| 1997 | 63 747    | ▲89,7 %   | 3 596          | ▲13,1 %  |
| 1998 | 66 934    | ▲5 %      | 3 698          | ▲2,8 %   |
| 1999 | 53 360    | ▼20,3 %   | 3 183          | ▼13,9 %  |
| 2000 | 66 772    | ▲25,1 %   | 4 106          | ▲29 %    |
| 2001 | 102 985   | ▲54,2 %   | 4 617          | ▲12,5 %  |
| 2002 | 140 431   | ▲36,4 %   | 5 475          | ▲18,6 %  |
| 2003 | 136 207   | ▼3,1 %    | 5 903          | ▲7,8 %   |
| 2004 | 155 566   | ▲14,2 %   | 6 859          | ▲16,2 %  |
| 2005 | 209 412   | ▲34,6 %   | 7 539          | ▲9,9 %   |
| 2006 | 295 342   | ▲41 %     | 7 895          | ▲4,7 %   |
| 2007 | 384 487   | ▲30,2 %   | 8 458          | ▲7,1 %   |
| 2008 | 397 363   | ▲3,4 %    | 9 408          | ▲11,2 %  |
| 2009 | 318 838   | ▼19,8 %   | 9 126          | ▼3 %     |
| 2010 | 332 399   | ▲4,3 %    | 6 830          | ▼25,2 %  |
| 2011 | 355 920   | ▲7,1 %    | 6 984          | ▲2,3 %   |
| 2012 | 367 455   | ▲3,2 %    | 7 132          | ▲2,1 %   |
| 2013 | 351 196   | ▼4,4 %    | 7 292          | ▲2,2 %   |
| 2014 | 382 992   | ▲9,1 %    | 7 106          | ▼2,6 %   |
| 2015 | 359 426   | ▼6,2 %    | 6 954          | ▼2,1 %   |
| 2016 | 436 121   | ▲21,3 %   | 7 692          | ▲10,6 %  |
| 2017 | 595 812   | ▲36,5 %   | 9 288          | ▲20,7 %  |
| 2018 | 717 187   | ▲20,3 %   | 10 076         | ▲8,4 %   |
| 2019 | 777 568   | ▲8,42 %   | 10 428         | ▲3,49 %  |
| 2020 | 83 502    | ▼89,26 %  | 4 464          | ▼57,19 % |
| 2021 | 270 035   | ▲223,38 % | 8 124          | ▲81,98 % |
| 2022 | 395 178   | ▲46,34 %  |                |          |